# Gerfaut (film)
Pour les articles homonymes, voir Gerfaut.
Pour plus de détails, voir Fiche technique et Distribution.
Gerfaut est un film muet belge réalisé en 1920 par Paul Flon et F. Desportes.

## Fiche technique
- Production : Films Paul Flon
- Scénario : adaptation du roman Gerfaut de Charles de Bernard (1838)
- Photographie  : Jules Kruger
- Format  : Noir et blanc - 35 mm - film muet

## Distribution
- Elena Tarzia : Clémence de Bergenheim

- Fleutet
- Norval